# ENEOSジュンテック
ENEOSジュンテック株式会社（エネオスジュンテック、英: ENEOS JUNTECH CORPORATION）は、石油製品や石油化学製品等を供給し、工場等の油圧機器のオイル交換・フラッシング作業も担うENEOSグループの石油商社。ENEOSの100%出資会社。

## 事業内容
ENEOSの完全子会社のひとつであり、ENEOSグループの産業用石油製品や石油化学製品を使用した技術作業サービス提供がメイン事業となっている。 詳細は以下の通り。
- 工場設備の潤滑油配管系のフラッシング及び技術指導
- 工場諸設備の潤滑管理、技術コンサルタント業務
- 船舶関係の技術サービス、コンサルタント業務
- 石油製品の販売
- 潤滑油管理関連機器、資・機材の販売
- 各種純正油の販売促進業務
- 石油取扱貯蔵所の地下タンク、埋設配管漏洩検査業務
- 石油取扱貯蔵所の消防設備点検業務
- 産業廃棄物の収集運搬

## 沿革
- 1964年（昭和39年）7月 - 太平商事の100%出資により、菱潤サービス株式会社として設立。資本金2百万円。潤滑管理・船舶往訪等の潤滑油販売に関する技術サービスを開始。
- 1966年（昭和41年）4月 - 三菱石油及び三菱商事が資本参加。出資比率は三菱石油：三菱商事：太平商事＝50：40：10。
- 1968年（昭和43年）6月 - 社名を株式会社菱潤エンジニアリングに変更。
- 1972年（昭和47年）4月 - 純正油販売促進業務を開始。
- 1973年（昭和48年）4月 - 石油製品販売業務を開始。
- 1986年（昭和61年）4月 - 給油所地下タンク及び配管漏洩検査業務を開始。
- 1987年（昭和62年）12月 - 三菱商事及び太平商事が保有する当社株式を三菱石油に譲渡、同社の100％子会社となる。
- 1988年（昭和63年）4月 - 消防設備点検作業業務を開始。
- 1994年（平成6年）7月 - 創立30週年、記念誌を発行。
- 1996年（平成8年）7月 - 社名を株式会社菱潤に変更。
- 1999年（平成11年）4月 - 親会社である三菱石油が日本石油と合併、日石三菱の100%子会社となる。
- 2002年（平成14年）11月 - 社名を日本ジュンテック株式会社に変更、本社を横浜市へ移転。
- 2004年（平成16年）11月 - 本社、全営業所にてISO9001認証を取得。
- 2007年（平成19年）1月 - 本社、全営業所にてISO14001認証を取得。
- 2010年（平成22年）7月 - 新日本石油とジャパンエナジーの合併により、JX日鉱日石エネルギーの100%子会社となる。
- 2011年（平成23年）4月 - 社名をJX日鉱日石ジュンテック株式会社に変更、本社を川崎市へ移転。
- 2012年（平成24年）4月 - 北海道出張所、九州出張所を開設。
- 2016年（平成28年）1月 - 社名をJXジュンテック株式会社に変更。同時に組織変更を行い、各営業所を支店、出張所を営業所へ昇格。
- 2017年（平成29年）9月 - 本社所在地をソリッドスクエアに移転。
- 2020年（令和2年）8月 - ENEOSジュンテックに社名変更[1]。

## 組織

### 幹部
- 代表取締役社長
- 常務取締役
- 取締役
- 執行役員
- 監査役

### 内部部署
- 業務部
  - 業務グループ

- 技術営業部
  - 技術営業1グループ
  - 技術営業2グループ
  - 技術営業3グループ
  - 原動機事業グループ
  - 横浜事業センター

- エネルギー施設部
  - エネルギー施設グループ

- アフターマーケット部
  - 販売グループ
  - サポートグループ
  - 北海道営業所
  - 九州営業所

- 東北支店

- 中部支店

- 関西支店
  - 販売グループ
  - 技術営業1グループ
  - 技術営業2グループ
  - 大阪事業センター

- 中国支店

## 所在地

### 本社
- 川崎本社
  - 神奈川県川崎市幸区堀川町580

### 支店・営業所
- 北海道営業所
  - 北海道札幌市中央区北4条西5丁目1（アスティ45ビル15F）
- 東北支店
  - 宮城県仙台市青葉区花京院1丁目1-20（花京院スクエア17F）
- 中部支店
  - 愛知県名古屋市中村区並木2丁目357
- 関西支店
  - 兵庫県神戸市須磨区外浜町1丁目1-1（ENEOS神戸油槽所内）
- 中国支店
  - 広島県広島市南区的場町1丁目2-19（アーバス広島8F）
- 九州営業所
  - 福岡県福岡市博多区上川端町12-20（ふくぎん博多ビル3F）
- 川崎機材倉庫
  - 神奈川県川崎市川崎区扇町12-1（ENEOS川崎事業所内）
- 横浜事業センター
  - 神奈川県横浜市神奈川区守屋町4丁目18-1（ENEOS横浜製造所内）
- 大阪事業センター
  - 大阪府大阪市大正区小林西1丁目10-15